# یواس‌اس اوورا (اس‌پی-۱۶۷)
یواس‌اس اوورا (اس‌پی-۱۶۷) (به انگلیسی: USS Owera (SP-167)) یک کشتی بود که طول آن ۱۹۵ فوت (۵۹ متر) بود. این کشتی در سال ۱۹۰۷ ساخته شد.